# 1995年1月逝世人物列表
1995年逝世人物列表：1月 - 2月 - 3月 - 4月 - 5月 - 6月 - 7月 - 8月 - 9月 - 10月 - 11月 - 12月
1995年1月逝世人物列表，是用於匯總1995年1月期間逝世人物的列表。

## 依日期排序

### 1日
- 威廉·阿爾塔，94歲，奧地利理論物理學家，磁離子理論先驅。[1]
- 傑克·伯尼，66歲，澳大利亞政治家。[2]
- 比爾·布萊恩特，88歲，澳大利亞板球運動員。[3]
- 沃倫·卡羅，87歲，美國戲劇主管[4]
- 泰德·霍金斯，58歲，美國創作型歌手。[5]
- 尼娜·李恩，出生於俄羅斯的美國《生活》攝影師[6]
- J. 米勒·利維，89歲，美國檢察官，是美國第一位僅憑間接證據定罪的律師[7]
- 拉爾夫·W·尼科爾森，78歲，美國公務員、軍官和企業高管[8]
- 傑斯·史塔奇，90歲，美國爵士鋼琴家，曾與Benny Goodman一起演奏。[9]
- 傑克·G·塞耶，72歲，美國電臺主管和唱片騎師。[10]
- 拉爾夫·E·范·諾斯特蘭德，57歲，美國政治家，曾任康涅狄格州眾議院共和黨議長[11]
- 亞瑟·厄爾·沃克，87歲，加拿大裔美國神經外科醫生，神經科學家和癲癇學家。[12]
- 弗雷德·韦斯特，53歲，英國連環殺手[13]
- 尤金·维格纳，92歲，匈牙利物理學家，諾貝爾物理學獎獲得者[14]

### 2日
- 胡伯特·阿爾德里希，87歲，美國銀行業高管，曾領導紐約信託公司[15]
- 以法蓮·阿穆，95歲，迦納作曲家、音樂學家和教師。[16]
- 喬·巴爾西斯，73-74歲，美國職業檯球運動員。[17]
- 西亞德·巴雷，84-85歲，索馬里軍事領導人和政治家，索馬里第三任總統[18]
- 唐·艾爾史東，65歲，美國棒球運動員。[19]
- 敦穆斯塔法，76歲，馬來西亞政治家，沙巴首席部長[20]
- 南希·凱利，73歲，美國女演員[21]
- 基思·麥克丹尼爾，38歲，美國首席舞者，阿爾文·艾利美國舞蹈劇院和百老匯[22]
- 曼努埃爾·里維拉，67歲，西班牙畫家[23]
- 亨利·格雷厄姆·夏普，77歲，英國花樣滑冰運動員，1939年世界冠軍。[24]

### 3日
- 奧利·貝馬，87歲，美國職業棒球大聯盟內野手[25]
- 菲力浦·伯頓，86歲，愛爾蘭高級蓋爾政治家，農民和拍賣師。
- 艾爾·鄧肯，67歲，美國藍調鼓手[26]
- 米奇·海夫納，82歲，全美棒球運動員。[27]
- 羅蘭·哈拉三世，21歲，美國影視童星、音樂家、藝術家，自殺。
- 阿恩·赫斯特內斯，74歲，挪威記者和作家。[28]
- 拜倫·麥格雷戈，46歲，加拿大新聞主播和新聞總監。[29]
- 羅伯特·馬奎斯，67-68歲，德裔美國建築師和學者[30]
- 羅伯特·內斯比特，88歲，英國戲劇導演、戲劇製片人和監製。[31]
- 愛德華·紐金特，90歲，美國演員、作家和導演。[32]
- 安德莉亞·普哈里奇，76歲，美國醫生。[33]
- 羅布利·威廉姆斯，86歲，美國生物物理學家和病毒學家先驅。[34]

### 4日
- 娜歐蜜·阿米爾，63歲，美籍以色列兒科神經學家。[35]
- 拉蒙·阿蒂加斯，86歲，西班牙游泳運動員和奧運會運動員。[36]
- 弗拉達斯·德勒馬，84歲，立陶宛歷史學家。[37]
- 多蘿西·格蘭傑，83歲，美國女演員[38]
- 哈里·貢貝特，85歲，美國棒球運動員。[39]
- 吉姆·李·豪厄爾，80歲，美式橄欖球運動員，NFL紐約巨人隊教練。[40]
- 羅伯特·萊瑟姆，82歲，英國編輯、學者和佩皮斯圖書館員。[41]
- 愛德華多·馬塔，52歲，墨西哥指揮家和作曲家[42]
- 瓦列里·諾西克，54歲，蘇聯/俄羅斯演員。
- 維克多·瑞素，81歲，美國報紙記者和專欄作家[43]
- 赫什馬特·桑賈里，77歲，伊朗指揮家和作曲家。
- 布魯克斯·史蒂文斯，83歲，美國平面和工業設計師。[44]
- 索爾·塔克斯，87歲，美國人類學家，創辦學術期刊《當代人類學》。[45]

### 5日
- 塞米約瑟夫·貝京，89歲，德裔美國工程師和發明家。[46]
- 薩默塞特·德切爾，83歲，英國作家、政治家和詩人。[47]
- 維克多·米切爾，71歲，美國橋牌運動員。[48]
- 班·里奇，69歲，美國工程師，1975年至1991年洛克希德臭鼬工廠的第二任主任[49]
- 曼蘇爾·薩塔里，46歲，伊朗空軍領導人[50]
- 和達清夫，92歲，日本地震學家。

### 6日
- 羅伯特·阿巴伊安，62歲，美國時裝設計師和時尚行業高管。[51]
- 保羅-埃米爾·阿拉德，74歲，加拿大省級政治家。[52]
- 菲力浦·佈雷迪，101歲，愛爾蘭共和黨政治家。
- 托爾·布林曼，73歲，瑞典馬術運動員，曾參加1956年夏季奧運會。[53]
- 詹姆斯·克萊，59歲，美國爵士男高音薩克斯手和長笛演奏家。[54]
- 托多爾·迪夫，60歲，保加利亞足球運動員。[55]
- 阿古斯丁·蓋薩，72歲，西班牙足球運動員。[56]
- 喬·斯洛沃，68歲，非國大活動家和南非住房部長[57]

### 7日
- 阿里·阿利耶夫，57歲，阿瓦爾-達吉斯坦血統的蘇聯自由式摔跤手。[58]
- 哈里·戈隆貝克，83歲，英國國際象棋特級大師，國際象棋記者，著有30多本國際象棋書籍。[59]
- 拉里·格雷森，71歲，英國喜劇演員和電視節目主持人。[60]
- 亞瑟·利文斯，77歲，英國小提琴家，皇家愛樂樂團首席。[61]
- 沃爾特·蘭德，75歲，來自新澤西州的美國民主黨政治家。[62]
- 默里·羅斯巴德，68歲，美國經濟學家[63]
- 阿特·斯托芬，80歲，美國籃球運動員。
- 泰德·泰茨拉夫，91歲，美國電影攝影師。[64]

### 8日
- 胡戈·巴尔，86歲，匈牙利賽艇運動員，曾參加1936年夏季奧運會。[65]
- 比阿特麗斯·伯納姆，92歲，美國默片女演員。
- 萊繆爾·迪格斯，95歲，美國病理學家，專門研究鐮狀細胞性貧血和血液學。[66]
- 露露·加斯特，86歲，法國作曲家、詞曲作者。[67]
- 馬杜·利馬耶，72歲，印度社會主義散文家和活動家，在1970年代特別活躍[68]
- 卡洛斯·蒙松，52歲，阿根廷拳擊手[69]
- 希薇亞·B·西曼，94歲，美國小說家和婦女參政論者。[70]
- 曹天钦，74歲，中國生物化學家。[71]

### 9日
- 奧斯卡·門多薩·阿祖爾迪亞，77歲，瓜地馬拉將軍和軍政府領導人。
- 揚·鮑奇，96歲，捷克畫家和雕塑家。[72]
- 戈登·布魯斯，64歲，澳大利亞政治家。
- 彼得·庫克，57歲，英國喜劇演員和作家[73]
- 斯特林·道，91歲，美國古典考古學家、金石學家，哈佛大學考古學教授。[74]
- 吉塞拉·毛厄迈尔，81歲，德國女子田徑運動員。[75]
- 拉爾夫·梅裡菲爾德，81歲，英國博物館館長和考古學家，曾任倫敦博物館館長。[76]
- 斯蒂格·舍林，66歲，瑞典男子拳擊運動員。[77]
- 苏发努冯，85歲，寮國王儲和共產黨領袖，寮國第一任總統。[78]
- 谢有法，77歲，中國人民解放軍中將。

### 10日
- 羅伊·阿什頓，85歲，澳大利亞化妝師和男高音。[79]
- 約翰·H·布盧默，64歲，美國律師和政治家，曾擔任佛蒙特州參議院議長。[80]
- 克羅斯比·邦索，74歲，美國藝術家、兒童讀物作家和插畫家。[81]
- 佛瑞德·波勒，82歲，瑞士爵士鍵盤手和樂隊領隊。[82]
- 尼古拉斯·卡瓦列爾，95歲，美國電影攝影師。
- 鮑里斯·古列維奇，63歲，蘇聯/俄羅斯蠅量級希臘羅馬摔跤手。[83]
- 喬治·麥克尼爾，86歲，美國抽象表現主義畫家。[84]
- 邁克爾·邁內克，53歲，德國藝術史學家、考古學家和博物館館長。
- 斯科蒂·蘭金，86歲，加拿大長跑運動員。[85]
- 亞瑟·魯伊斯卡厄特，84歲，比利時足球運動員。[86]
- 羅德里克·斯蒂芬斯，85-86歲，美國水手和遊艇設計師。[87]
- 凱斯琳·泰南，57歲，加拿大裔英國記者、作家和編劇[88]

### 11日
- 拉夫·巴爾達薩雷，62歲，義大利電影演員。
- 伊格納西奧·馬特·布蘭科，86歲，智利精神病學家和精神分析學家。[89]
- 約翰·基爾，73歲，英國藝術史學家，大英博物館館長。[90]
- 約瑟夫·金戈爾德，85歲，俄裔美國小提琴家。[91]
- 米爾德里德·巴里·休斯，92歲，美國政治家，是第一位當選新澤西州參議院的女性。[92]
- 奧納特·庫特拉爾，58歲，土耳其作家、記者和詩人[93]
- 鄧尼斯·內維爾，79歲，英格蘭足球運動員和經理。[94]
- 劉易斯·尼克鬆三世，76歲，美國陸軍軍官，糖尿病。
- 彼得·普拉特，71歲，英國歌劇歌手和演員。[95]
- 羅克·埃斯特班·斯卡爾帕，80歲，智利作家、文學評論家和學者。[96]
- 漢內斯·特勞特洛夫特，82歲，西班牙內戰和第二次世界大戰期間的德國空軍飛行王牌。
- 西奧多·維施，87歲，二戰期間的德國武裝黨衛軍將軍。
- 保羅·卒姆托，79歲，瑞士語言學家。[97]

### 12日
- 凱·阿爾德里奇，77歲，美國女演員[98]
- 蒂諾·卡拉羅，84歲，義大利舞臺、電視和電影演員。[99]
- 亨利·西曼，89-90歲，加拿大競走運動員和奧運選手。[100]
- 羅伯特·R·科茨，84歲，美國地質學家。[101]
- 雷蒙德·喬治，77歲，美國橄欖球運動員和教練。[102]
- 入江貴子，83歲，日本女演員[103]
- 傑克·李，74歲，英格蘭足球運動員。[104]
- 喬治·普萊斯，93歲，美國漫畫家[105]
- 肯尼斯·斯特林，74歲，美國醫生和研究員。[106]

### 13日
- 約翰尼·卡羅爾，57歲，美國搖滾音樂家[107]
- 理查·考斯頓，74歲，英國商人，佛教作家。[108]
- 馬克斯·哈里斯，73歲，澳大利亞詩人、評論家、專欄作家、評論員、出版商和書商。[109]
- 雷·詹森，67歲，美國藝術家[110]
- 大衛·盧克，81歲，英國雪橇運動員。
- 沃爾特·謝里登，69歲，美國聯邦調查員，起訴吉米·霍法[111]
- 默文·斯托克伍德，81歲，英格蘭威爾士教會牧師。[112]
- 维拉尼·日格蒙德，45歲，匈牙利現代五項運動員。[113]

### 14日
- 周祖謨，81歲。
- 喬·邁克·奧古斯汀，83歲， 梅特佩納賈格·米ꞌ克馬克民族的土著領袖和歷史學家。[114]
- 黃杰，93歲，台灣政治家、將軍。[115]
- 馬克·芬奇，33歲，LGBTQ電影的英國推廣者[116]
- 亞歷山大·吉布森，68歲，蘇格蘭指揮家。[117]
- 芭芭拉·耶拉維奇，71歲，印第安那大學歷史學教授[118]
- 大衛·艾略特·詹森，61歲，美國第14任馬薩諸塞州主教在聖公會。[119]
- 丹尼爾·羅賓斯，62歲，美國藝術史學家、藝術評論家和策展人[120]
- 斯塔福德·薩默菲爾德，84歲，英國報紙編輯。[121]
- 露比·斯塔爾，45歲，美國搖滾歌手和唱片藝術家[122]
- 阿莫斯·N·威爾遜，53歲，美國作家。

### 15日
- 傑夫·布魯尼克斯，76歲，比利時演員、編輯和導演。
- 克萊奧·里克曼·菲奇，84歲，美國考古學家。[123]
- 約瑟夫·凱姆，72歲，捷克演員。[124]
- 維拉·馬克斯韋爾，93歲，美國運動服裝和時裝設計師。[125]
- 維塔利·帕希莫維奇，51歲，蘇聯/俄羅斯射擊運動員。[126]
- 弗雷德里克·施林克，103歲，美國消費者權益活動家。[127]

### 16日
- 阿貝爾·塞斯塔克，76歲，阿根廷拳擊手。[128]
- 约翰·查特斯，81歲，紐西蘭賽艇運動員和奧運獎牌得主。
- 保爾·德盧夫里埃，80歲，法國行政人員和經濟學家。[129]
- 比爾·迪拉德，83歲，美國爵士小號手。[130]
- 埃里克·莫特拉姆，70歲，英國教師、評論家、編輯和詩人。[131]

### 17日
- 厄娃妮·貝克，57歲，英國女演員。
- 羅爾夫·柏格，86歲，德國自由民主黨政治家。
- 艾蒙·古爾丁，61歲，愛爾蘭投擲手和蓋爾足球運動員。
- 威廉·哈弗坎普，71歲，德國政治家。[132]
- 米格爾·托爾加，87歲，葡萄牙作家。[133]

### 18日
- 凱·B·巴雷特，92歲，好萊塢星探和經紀人，因對《亂世佳人》的影響而聞名[134]
- 阿道夫·布特南特，91歲，德國生物化學家，諾貝爾化學獎獲得者。[135]
- 克利福德·費根，83歲，美國籃球運動員。
- 羅傑·吉爾森，47歲，盧森堡自行車運動員。[136]
- 約瑟夫·卡根，79歲，立陶宛-英國實業家。[137]
- 羅恩·盧西亞諾，57歲，美國職業棒球大聯盟裁判[138]
- 揚·塔卡奇，85歲，斯洛伐克長跑運動員。[139]

### 19日
- 羅伊·巴拉特，52歲，英國板球運動員。[140]
- 萊因哈德·伯勒，49-50歲，邊車越野車手，有史以來第一個邊車越野賽世界錦標賽。[141]
- 達里爾·查平，88歲，美國物理學家，以共同發明太陽能電池而聞名。[142]
- 第三代考德雷子爵約翰·皮爾遜，84歲，英國同行，商人和馬球運動員。[143]
- 休伯特·福爾，69歲，法國爵士薩克斯手和樂隊領隊。[144]
- 赫爾曼·亨瑟爾曼，89歲，德國建築師。[145]
- 傑納·麥蘭倫，56歲，加拿大創作歌手[146]
- 派特裡夏·特黑蘭·羅梅羅，25歲，哥倫比亞歌手和作曲家，交通事故。
- 伊塔洛·維利亞內西，79歲，義大利工會主義政治家和工團主義者。

### 20日
- 湯瑪斯·阿巴特諾特，83歲，紐西蘭拳擊手。[147]
- 邁赫迪·巴扎爾甘，87歲，伊朗第46任總理[148]
- 加勒特·霍華德，95歲，愛爾蘭投擲手。
- 金子信雄，71歲，日本演員。[149]
- 亞瑟·麥克唐納，75歲，澳大利亞陸軍軍官和總參謀長。
- 諾里斯·威斯，43歲，美國橄欖球運動員[150]

### 21日
- 阿曼多·阿萊曼，90歲，西班牙擊劍運動員。[151]
- 拉斯·鮑爾斯，80歲，美國職業棒球大聯盟球員。[152]
- 肯尼斯·巴德，69歲，英國壁畫藝術家。[153]
- 菲力浦·卡薩多，30歲，法國職業公路單車手。[154]
- 亚历克斯·格罗扎，68歲，美國籃球運動員。[155]
- 約翰·哈拉斯，82歲，匈牙利動畫師。[156]
- 愛德華·伊達爾戈，82歲，卡特政府的美國海軍部長。[157]
- 約瑟夫·姆魯克，91歲，美國商人和共和黨政治家。[158]
- 伯納德·L·奧瑟，95歲，美國生物化學家和食品科學家。[159]
- 西德尼·斯龍，84歲，美國廣播電視作家和演員。[160]
- 約翰·科伊爾·懷特，70歲，美國民主黨全國委員會主席。[161]

### 22日
- 傑里·布萊克威爾，45歲，職業摔跤手，肺炎。
- 斯圖爾特·大衛斯，88歲，英國航空航天工程師。
- 劳尔·费尔南德斯，66歲，曲棍球運動員。[162]
- 亨利·格萊斯頓，美國電臺新聞播音員和演員[163]
- 羅斯·甘迺迪，104歲，美國慈善家[164]
- 克里斯托弗·帕爾默，48歲，英國作曲家。[165]
- 朱利奧·圖卡托，82歲，義大利藝術家。[166]

### 23日
- 唐納德·科利爾，83歲，美國考古學家、民族學家和博物館學家。[167]
- 阿爾貝蒂斯·哈裡森，88歲，美國政治家和法學家，曾任弗吉尼亞州第59任州長。[168]
- 肯·希爾，57歲，英國劇作家和導演[169]
- 彼得·盧克，75歲，英國作家、編輯和製片人。[170]
- 卡爾·穆勒諾，80歲，美國橄欖球運動員。[171]
- 海倫·菲力浦斯，81歲，美國雕塑家。[172][173]
- 索爾·羅戈文，72歲，美國職業棒球運動員[174]
- 爱德华·希尔斯，84歲，美國社會學家，芝加哥大學教授。[175]
- 埃吉迪歐·維加諾，74歲，義大利羅馬天主教神父。

### 24日
- 阿爾夫·克萊，81歲，澳大利亞足球運動員。[176]
- 大衛·科爾，32歲，美國唱片製作人[177]
- 愛德華·科爾曼，89歲，美國電影攝影師[178]
- 萊奧波爾多·馬克西莫·法利科夫，61歲，阿根廷理論物理學家。[179]
- 阿爾·海森伯格，78歲，美國大學橄欖球運動員和律師。[180]
- 安東·伊茲科夫斯基，87歲，烏克蘭足球運動員和經理。
- 里賈納·林南海莫，79歲，芬蘭演員和編劇。[181]
- 維克多·萊因加納，87-88歲，英國藝術家和插畫家。[182]
- 小克米特·史密斯，37歲，美國被定罪的殺人犯[183]

### 25日
- 喬治·貝克，91歲，哈佛商學院第五任院長。[184]
- 弗里茨·多爾斯，84歲，德國極右翼政治家，前納粹黨員。
- 埃裡希·霍夫，58歲，奧地利足球運動員和教練[185]
- 約翰·史密斯，63歲，美國演員[186]
- 蘇珊·斯托爾斯，60歲，美國選美皇后和女演員。[187]
- 威廉·西爾維斯特，72歲，美國演員[188]
- 阿尔伯特·W·塔克，89歲，加拿大數學家。[189]

### 26日
- 烏勒·奧爾高，74歲，挪威外交官。[190]
- 弗朗茨·阿勒斯，89歲，美國指揮家。[191]
- 查爾斯·阿爾特莫斯，81歲，美國足球運動員。[192]
- 馬塞爾·比多，92歲，法國職業公路自行車賽車手，曾贏得環法自行車賽的兩個賽段。[193]
- 維克·白金漢，79歲，英格蘭足球運動員和經理。[194]
- 威廉·坎米薩諾，80歲，美國黑幫，堪薩斯城犯罪家族成員[195]
- 路易士·赫倫，75歲，英國記者。[196]
- 阿拉裡克·雅各，85歲，英國作家。
- 貝爾納多·雷頓，85歲，智利政治家[197]
- 戈登·奧利弗，84歲，美國演員和電影製片人。
- 傑弗里·帕森斯，65歲，澳大利亞鋼琴家[198]
- 賴蓋特男爵約翰·沃恩-摩根，89歲，英國政治家。
- 塞西爾·羅伊，94歲，美國女演員。[199]
- 曾绍山，80歲，中國政治家。
- 伊恩·湯姆林森，58歲，澳大利亞三級跳遠運動員。[200]
- 派特·威爾士，79歲，美國女演員

### 27日
- 雷納德·阿森諾特，49歲，加拿大作曲家和管風琴家。[201]
- 亞歷克西斯·布里邁耶，48歲，聲稱與各種歐洲王位有關[202]
- 鮑勃·錢德勒，45歲，美國橄欖球運動員[203]
- 理查·A·摩爾，81歲，美國律師和通訊主管及大使。[204]
- 拉斐爾·M·羅賓遜，83歲，美國數學家。[205]
- 吉恩·塔爾迪厄，91歲，法國劇作家、藝術家和音樂家。[206]

### 28日
- 菲力浦·伯頓，90歲，威爾士戲劇導演、製片人和教師。[207]
- 阿爾多·戈迪尼，73歲，賽車手。
- 詹姆斯·P·格蘭特，72歲，加拿大裔美國外交官，兒童宣導者，聯合國兒童基金會主任。[208]
- 理查德·L·魯德布許，77歲，印第安那州美國眾議員。[209]
- 費魯西奧·塔利亞維尼，81歲，義大利歌劇歌手。
- 喬治·伍德科克，82歲，加拿大作家、哲學家、散文家和文學評論家。[210]

### 29日
- 安東尼奧·布里維奧，89歲，義大利雪橇運動員和賽車手。[211]
- 迪基·伯內爾，77歲，英國賽艇運動員[212]
- 居伊·克魯頓-布羅克，88歲，英國社會工作者，後來成為辛巴威民族主義者。[213]
- 約瑟夫·奧賓·多伊倫，72歲，加拿大政治家。
- 庫爾達·辛克，52歲，愛沙尼亞作曲家和長笛手。[214]
- 宋成日，25歲，韓國摔跤運動員，胃癌。

### 30日
- 安吉拉·卡洛米裡斯，78歲，美國攝影師和聯邦調查局秘密線人。[215]
- 羅伯特·克雷格，77歲，蘇格蘭學者和教會領袖。
- 米安·馬塔茲·道拉坦那，78歲，印度政治家。
- 杰拉爾德·杜雷爾，70歲，英國博物學家、作家和電視節目主持人。[216]
- 喬治·詹姆斯，88歲，美國爵士薩克斯手。[217]
- 亞瑟·朱利安，71歲，美國電視編劇和製片人[218]
- 奧爾加·莫德拉霍娃，64歲，捷克斯洛伐克田徑運動員。[219]
- 喬治·鮑瑟，84歲，英格蘭足球運動員和經理。[220]

### 31日
- 喬治·阿博特，107歲，美國作家、導演和製片人。.[221]
- 利奧·約瑟夫·布魯斯特，79歲，美國天主教主教。
- 保羅·柯林斯，68歲，加拿大長跑運動員和奧運會運動員。[222]
- 伯納德·N·菲爾茲，56歲，美國微生物學家和病毒學家[223]
- 詹姆斯·詹森，86歲，英國國會議員。
- 格哈特·呂德斯，74歲，德國物理學家。
- 克爾圖·薩拉斯蒂，87歲，芬蘭政治家。
- 约翰·史密斯，74歲，利物浦足球俱樂部長期主席[224]
- 喬治·R·斯蒂比茲，90歲，美國計算工程師。[225]
- 詹姆斯·威爾遜，94歲，美國長途摩托車手和作家。